# Bremische Bürgerschaft von 1854 bis 1933: Wahlergebnisse und Mitglieder
Die Bremische Bürgerschaft ist seit 1849 das Landesparlament der Freien Hansestadt Bremen. Die Mitgliederliste (MdBB) stellt lediglich eine Auswahl bekannter Abgeordneter da.

## Geschichte vor 1854
Bis 1848 versuchte die Gemeinde den aus der Ratsherrschaft der mittelalterlichen Ständegesellschaft hervorgegangenen vordemokratischen Senat durch den Bremer Bürgerconvent und die Elterleute in Bremen (Vorsteher der Kaufleute) zu kontrollieren. Nach der Revolution von 1848/49 wurde 1849 eine neue Bremer Verfassung erlassen und am 29. März 1849 die erste Bremische Bürgerschaft gewählt.
Zur Niederschlagung der demokratischen Bewegung von 1848 bis 1850 hatte der Senat alle Machtmittel angewandt. Es gelang dem Senat jedoch nicht, alle alten Privilegien wieder einzuführen. Es folgte 1852 ein restauratives Senatswahlgesetz mit dem bremischen Achtklassenwahlrecht. Eine neue Verfassung wurde 1854 verabschiedet, die bis zur Novemberrevolution von 1918 gültig blieb. 1854 wurde durch die neue Bremer Verfassung dieses konservative Wahlrecht manifestiert. Seit 1852/54 bestimmten danach der Senat als oberstes Exekutivorgan und die Bürgerschaft gemeinsam über die Auswahl der Bremer Senatoren.

## Bürgerschaft von 1854 bis 1918
1854 konnte das allgemeine und gleiche Wahlrecht nicht durchgesetzt werden. Von den 150 Mitgliedern der Bürgerschaft (MdBB) musste die Hälfte alle drei Jahre ausscheiden; eine Wiederwahl war aber möglich. Wahlberechtigt waren nur alle männlichen Bürger, die den Bremer Bürgereid abgelegt hatten (die Geschworenen). Gewählt wurde nach dem Achtklassenwahlrecht. Die Wahlberechtigten konnten ab 1852/1854 bzw. ab 1894 je nach Klasse unterschiedlich viele Bürgerschaftsmitglieder wählen:
| Klasse    | Wahlberechtigte | Sitze 1854 | Sitze 1894 |
| --------- | --- | ---------- | ---------- |
| 1. Klasse | Wähler mit akademischer Vorbildung                                                                                         | 16         | 14         |
| 2. Klasse | Kaufleute mit Handelskammerwahlrecht                                                                                       | 48         | 40         |
| 3. Klasse | Gewerbetreibende mit Gewerbekammerwahlrecht                                                                                | 24         | 20         |
| 4. Klasse | Übrige Wähler; bis 1894 gestaffelt nach Einkommen: über 500 Taler, 250 Taler bis 500 und unter 250 Taler je 10 Abgeordnete | 30         | 48         |
| 5. Klasse | Wähler in Vegesack wohnhaft                                                                                                | 6          | 4          |
| 6. Klasse | Wähler in Bremerhaven wohnhaft                                                                                             | 6          | 8          |
| 7. Klasse | Wähler mit Landwirtschaftskammerwahlrecht                                                                                  | 10         | 8          |
| 8. Klasse | Wähler im übrigen Landgebiet wohnhaft                                                                                      | 10         | 8          |

Die Stimmen von 17 Wählern der 1. bis 3. Klasse hatten gemessen am Bevölkerungsanteil dieselbe Bedeutung, wie die Stimmen von 297 Wählern der 4. Klasse. Da die 4. Klasse in ihrem Wahlrecht so drastisch eingeschränkt war, blieb die Herrschaft der Oberschicht gesichert. Die Senatoren wurden weiterhin auf Lebenszeit gewählt. In der Praxis konnten zudem viele ärmere Einwohner wegen der Registraturgebühr das Bürgerrecht nicht erwerben und hatten somit auch kein Wahlrecht. Damit waren breite Bevölkerungsschichten in Bremen bis 1918 nicht am parlamentarischen Prozess der politischen Mitgestaltung beteiligt – noch 1911 war nicht einmal ein Drittel der Reichstagswähler bei den Bürgerschaftswahlen stimmberechtigt. Die Gruppierung und politische Arbeit der Abgeordneten innerhalb der Bürgerschaft über die politischen Parteien war, bis auf einen gewissen Einfluss der SPD, bis 1918 weitgehend unbekannt.

### Mitglieder der Bürgerschaft von 1848/49 bis 1918
Diese Liste ist eine zeitlich geordnete unvollständige Auswahl. Im 19. Jahrhundert waren viele zumeist bürgerliche Abgeordnete zumeist parteilos. Das Achtklassenwahlrecht wurde 1854 eingeführt.
| Name                               | Beruf                            | Zeit                           | Klasse | Partei   | Bemerkungen                                                                        |
| ---------------------------------- | -------------------------------- | ------------------------------ | ------ | -------- | ---------------------------------------------------------------------------------- |
| Johann Georg Claussen              | Kaufmann                         | 1848–?                         | 6.     |          | Bremerhaven                                                                        |
| Johann Hinrich Eitz                | Bauunternehmer                   | 1849–?                         | 6.     |          |                                                                                    |
| Christian Friedrich Feldmann       | Pädagoge                         | 1849                           |        | liberal  | Präsident der Bürgerschaft, 1849–1878 Senator                                      |
| Johann Höpken                      | Kaufmann                         | 1849–?                         | 2.     |          |                                                                                    |
| Gustav Kulenkampff                 | Kaufmann                         | 1849–1854                      | 2.     |          | Mitgründer des Norddeutschen Lloyds                                                |
| Hermann Henrich Meier              | Kaufmann                         | 1849–?                         | 2.     |          | Mitgründung des Norddeutschen Lloyds                                               |
| Johannes Rösing                    | Kaufmann                         | 1848–1862†                     | 2.     | liberal  |                                                                                    |
| Nikolaus Ordemann                  | Schriftsteller, Zeitungsverleger | um ab 1849–?                   |        | liberal  |                                                                                    |
| Henrich Levin Rogge                | Kaufmann                         | 1849–1852                      | 2.     |          | Mann von Marie Rogge                                                               |
| Melchior Schwoon                   | Unternehmer                      | 1849–?                         |        |          |                                                                                    |
| Johann Heinrich Thätjenhorst       | Kartograf                        | 1849–1851                      |        |          | zuvor im Bürgerconvent                                                             |
| Johann Wetzel                      | Baumeister                       | 1849 –                         |        |          |                                                                                    |
| Cord Wischmann                     | Tischlermeister                  | 1849–1852                      |        | liberal  | Vizepräsidenten der Bürgerschaft, 1855–1857 Vizepräsident der Gewerbekammer Bremen |
| Johann Hermann Holler              | Kaufmann                         | 1852–1861                      | 2.     |          | Bürgerparkmitgründer                                                               |
| Franz Tecklenborg                  | Kaufmann                         | 1853–1886                      | 2.     |          |                                                                                    |
| Carsten Waltjen                    | Kaufmann                         | 1853–1873                      | 2.     |          | Mitgründer der Werft AG Weser                                                      |
| Jeremias Theodor Boisselier        | Jurist                           | 1854–1860                      | 6.     |          |                                                                                    |
| Arthur Breusing                    | Geograph                         | nach 1854                      |        |          |                                                                                    |
| Johann Christoph Dubbers           | Kaufmann                         | 1854–18?                       | 2.     |          |                                                                                    |
| Alfred Dominicus Pauli             | Jurist                           | 1854–1872                      | 1.     |          | ab 1872 Senator, später Bürgermeister                                              |
| Johann Heinrich Volkmann           | Lehrer                           | 1854–1865                      | 1.     |          |                                                                                    |
| Henrich Levin Rogge                | Kaufmann                         | 1844–1858 †                    | 2.     |          |                                                                                    |
| Johann Eberhard Ludewig Pavenstedt | Jurist                           | 1856–1889†                     | 1.     |          |                                                                                    |
| Wilhelm Dethard Motz               | Lehrer                           | 1859–1865                      |        |          |                                                                                    |
| Johann Heinrich von Lengerke       | Jurist                           | um ab 1860                     | 1.     |          | ab 1870 Mitglied der Lippischen Stände                                             |
| Alexander Georg Mosle              | Kaufmann                         | 1864–1878                      | 2.     | NLP      | ab 1874 Reichstagsabgeordneter                                                     |
| Hermann Albert Schumacher          | Jurist                           | 1865–1872                      | 1.     |          | ab 1872 Ministerresident in Kolumbien                                              |
| Wilhelm Hertzberg                  | Lehrer                           | um 1865–?                      |        |          |                                                                                    |
| Christoffer Wessel Debbe           | Lehrer                           | um 1866–18                     |        |          | 27 Jahre lang MdBB                                                                 |
| Jeremias Theodor Boisselier        | Jurist                           | 1866–1864                      | 1.     |          | ab 1864 Staatsanwalt                                                               |
| Albert Gröning                     | Jurist                           | 1867–1871                      | 1.     |          | ab 1871 Senator, später Bürgermeister                                              |
| Johann Depken                      | Landwirt                         | 1867–                          | 7.     | NLP      | ab 1898 Reichstagsabgeordneter                                                     |
| Philipp Heineken                   | Kaufmann                         | ab um 1867–?                   | 2.     |          | ab 1909 NDL – Generaldirektor                                                      |
| Christoph Hellwig Papendieck       | Kaufmann                         | 1868–1891†                     | 2.     |          | 1882 Präses der Handelskammer Bremen                                               |
| Johannes C. Achelis                | Kaufmann                         | 1872–1891                      | 2.     |          | ab 1891 Senator                                                                    |
| Alfred Feldmann                    | Unternehmer                      | 1872–18?                       | 3.     |          | Ab 1881 auch Gewerbekammerpräsident                                                |
| Carl Jasper Oelrichs               | Jurist                           | 1872–1878                      | 1.     |          | ab 1878 Senator                                                                    |
| Constantin Bulle                   | Lehrer                           | 1872–1887                      |        | DFP      | ab 1887 Reichstagsabgeordneter                                                     |
| Johannes Rippe                     | Architekt                        | um 1872–?                      |        |          |                                                                                    |
| Daniel Georg Volkmann              | Bankier                          | 1873–1892†                     | 2.     |          |                                                                                    |
| Ernst Ferdinand Plump              | Jurist                           | 1872–?                         | 1.     |          | Schriftführer, ab 1874 Senator                                                     |
| Carl Georg Barkhausen              | Jurist                           | 1875–1879                      | 1.     |          | ab 1879 Senator, später Bürgermeister                                              |
| August Nebelthau                   | Kaufmann                         | 1876–1883                      |        |          | ab 1883 Senator                                                                    |
| Johann Friedrich Wessels           | Kaufmann                         | 1876–?                         |        |          | ab 1891 Senator                                                                    |
| Karl F. H. Stadtländer             | Jurist                           | 1877–1890                      | 1.     | NLP      | ab 1890 Senator, später Bürgermeister                                              |
| Emil Fitger                        | Kaufmann, Chefredakteur          | 1848–1917 †                    | 2.     |          |                                                                                    |
| Hermann Hildebrand                 | Jurist                           | 1879–1885                      | 1.     |          | ab 1885 Senator, später Bürgermeister                                              |
| Wilhelm Müller-Erzbach             | Lehrer                           | 1880–1884                      |        |          |                                                                                    |
| Johann Meyer                       | Bäcker                           | 1881–?                         | 4.     | SAP      | erster gewählter Sozialdemokrat                                                    |
| Wilhelm Hurm                       | Arzt                             | nach 1880–?                    |        |          |                                                                                    |
| Friedrich Achelis                  | Kaufmann                         | 1882–                          | 2.     |          | ab 1900 Präses der Handelskammer Bremen                                            |
| Hermann Gebhard                    | Jurist, Stadtdirektor            | 1884–18?                       | 6.     |          | 1884–1891 auch Reichstagsabgeordneter                                              |
| fünf SAP-Vertreter                 |                                  | ab 1884                        | 4.     | SAP      |                                                                                    |
| Adolf Bosse                        | Kapitän                          | 1884–1890, 1895–1896           | 4.     | SAP      |                                                                                    |
| Friedrich Kollra                   | Zigarrenmacher                   | 1884–1896                      |        | SAP/SPD  |                                                                                    |
| Friedrich Rohr                     | Druckereibesitzer                | 1884–1888, 1901–1908, 1912/13† | 5.     |          | 1888–1900 Stadtdirektor von Vegesack                                               |
| Christian Gottlieb                 | Redakteur                        | 1887–1893                      | 4.     | SPD      |                                                                                    |
| Heinrich Hashagen                  | Gastwirt                         | 1887–1890                      | 4.     | SAP      |                                                                                    |
| Johann Meier                       | Bäcker                           | 1887–1890                      | 4.     | SAP      |                                                                                    |
| Erich Sanders                      | Maurer                           | 1887–1893                      | 4.     | SPD      |                                                                                    |
| Johann Smidt                       | Kaufmann                         | 1889–19?                       | 2.     |          |                                                                                    |
| Martin Donandt                     | Jurist                           | 1891–1898                      | 1.     |          | ab 1898 Senator, später Bürgermeister                                              |
| Bernhard Loose                     | Bankier                          | um 1890                        | 2.     |          |                                                                                    |
| Friedrich Nebelthau                | Jurist                           | 1891–1898                      | 2.     |          | ab 1900 Senator                                                                    |
| Clemens Carl Buff                  | Jurist                           | 1892–1895                      | 1.     |          | ab 1895 Senator, später Bürgermeister                                              |
| Hermann Junge                      | Tabakarbeiter                    | 1893–1896, 1902–1918           | 4.     | SPD      |                                                                                    |
| Lambert Leisewitz                  | Kaufmann                         | 1893–1899                      | 2.     |          | 1897 Präsidenten der Handelskammer                                                 |
| Theodor Lürman                     | Jurist                           | 1896–1903                      | 1.     |          | ab 1903 Senator                                                                    |
| Christian Blome                    | Tabakarbeiter                    | 1896–1918                      | 4.     | SPD      |                                                                                    |
| Heinrich Hartmann                  | k. A.                            | 1896–1908                      | 4.     | SPD      |                                                                                    |
| Heinrich Bömers                    | Kaufmann                         | 1897–1909                      | 2.     | NLP/DVP  | ab 1909 Senator                                                                    |
| Hinrich Hormann                    | Lehrer                           | 1897–1907                      | 4.     |          | ab 1907 Reichstagsabgeordneter (FVP)                                               |
| Heinrich Johann Barthel            | Tischler                         | 1899–1905                      | 4.     | SPD      |                                                                                    |
| August Behrens                     | k. A.                            | 1899–1905                      | 4.     | SPD      |                                                                                    |
| Friedrich Ebert                    | Sattler und Gastwirt             | 1899–1905                      | 4.     | SPD      | 1900–1905 Fraktionsvorsitzender, 1919 Reichspräsident                              |
| Johann Imwolde                     | Schumacher                       | 1899–1915 †                    | 4.     | SPD      |                                                                                    |
| Johann Kruse                       | Schlosser                        | 1899–1918                      | 4.     | SPD      |                                                                                    |
| Gustav Rassow                      | Kaufmann                         | 1899–1907                      | 2.     |          | ab 1907 Senator, später Bürgermeister                                              |
| Hermann Rhein                      | Schriftsetzer                    | 1899–1918                      | 4.     | SPD      | 1905–1918 Fraktionsvorsitzender, später Senator                                    |
| Josef Ulmer                        | Schneider                        | 1899–1905                      | 4.     | SPD      |                                                                                    |
| Johann Voigt                       | Holzarbeiter                     | 1899–1918                      | 4.     | SPD      |                                                                                    |
| Gerhard Wegener                    | Maurermeister                    | 1899–1905                      | 4.     | SPD      |                                                                                    |
| Georg Kunoth                       | Komponist, Journalist            | 1900–1918                      |        |          |                                                                                    |
| Adolf Vinnen                       | Reeder                           | 1900–1918                      | 2.     |          |                                                                                    |
| Ernst Engeland                     | Kupferschmied                    | 1902–1908                      | 4.     | SPD      |                                                                                    |
| Carl Louis Klawitter               | Buchhändler                      | 1902–1918                      | 4.     | SPD/USPD |                                                                                    |
| Hermann Mähr                       | Zimmerer                         | 1902–1904                      | 4.     | SPD      |                                                                                    |
| Heinrich Meyer                     | Jurist                           | 1902–1907                      | 1.     |          | ab 1907 Senator                                                                    |
| Friedrich Rose                     | Buchdrucker                      | 1902–1918                      | 4.     | SPD      |                                                                                    |
| Aloys Rosenlehner                  | Buchdrucker                      | 1902–1908                      | 4.     | SPD      |                                                                                    |
| Rudolph Quidde                     | Jurist                           | 1902–1918                      | 1.     |          | 1911 bis 1918 Präsident der Bürgerschaft                                           |
| Carl Stichnath                     | Schornsteinfegermeister          | 1902–1918                      | 4.     |          | ab 1920 Senator (DDP)                                                              |
| Ludwig Waigand                     | Schriftsetzer                    | 1902–1918                      | 4.     | SPD      | ab 1920 Reichstagsabgeordneter                                                     |
| Heinrich Struckmann                | Zigarrensortierer                | 1902–1906 (†)                  | 4.     | SPD      |                                                                                    |
| Johann Donath                      | Buchdrucker                      | 1904–1905, 1908–1918           | 4.     |          |                                                                                    |
| Wilhelm Pieck                      | Tischler                         | 1905–1910                      | 4.     | SPD      | ab 1910 in Berlin, 1949 Präsident der DDR                                          |
| Rudolph Feuß                       | Lehrer                           | 1905–1910                      | 4.     | ?        | ab 1910 Senator                                                                    |
| Emil Rauch                         | Tabakarbeiter                    | 1905–1911                      | 4.     | SPD      |                                                                                    |
| Theodor Spitta                     | Jurist                           | 1905–1911                      | 1.     |          | ab 1911 Senator, ab 1920 Bürgermeister                                             |
| Heinrich Tiedermann                | Tabakarbeiter                    | 1905–1918                      | 4.     | SPD      |                                                                                    |
| Alfred Henke                       | Zigarrenarbeiter                 | 1907–1918                      | 4.     | SPD      |                                                                                    |
| Hermann Apelt                      | Jurist                           | 1908–1917                      | 1.     | liberal  | ab 1917 Senator                                                                    |
| Wilhelm Schröder                   | Maler                            | 1908–1918                      | 4.     | SPD      |                                                                                    |
| Friedrich Stöxen                   | Graveur                          | 1908–1918                      | 4.     | SPD      |                                                                                    |
| Johann Wellmann                    | Schmied                          | 1908–1918                      | 4.     | SPD      |                                                                                    |
| Friedrich Karl Biermann            | Kaufmann                         | 1909–1911                      | 2.     | ?        | ab 1911 Senator                                                                    |
| Carl Dietz                         | Lehrer                           | 1909–1918                      |        | NLP      | nach 1918 auch MdBB                                                                |
| Erich Koch-Weser                   | Jurist                           | 1909–1913                      | 1.     |          | ab 1913 im Preußischen Herrenhauses, später Reichsminister                         |
| Wilhelm Koenenkamp                 | Seidenkaufmann                   | 1910–1918                      | 2.     |          |                                                                                    |
| Wilhelm Holzmeier                  | Lehrer                           | 1911–1917 †                    | 4.     | SPD      |                                                                                    |
| Karl Behle                         | Drehe                            | 1912–1918                      | 4.     | SPD      |                                                                                    |
| Wilhelm Böhmert                    | Jurist                           | 1912–1918                      | 1.     | FVP      |                                                                                    |
| Richard Dunkel                     | Kaufmann                         | 1912–1918                      | 2.     | liberal  | 1918 DDP                                                                           |
| Bernhard Rieke                     | Schiffszimmerer                  | 1915–1918                      | 4.     | SPD      |                                                                                    |
| Carl Gruner                        | Kaufmann                         | 1916–1918                      | 2.     |          | Von 1919 bis 1924 Senator                                                          |
| Ludwig Schlüter                    | Tischler                         | 1917–1918                      | 4.     | SPD      |                                                                                    |
| Friedrich Klenke                   | Transportarbeiter                | 1918                           | 4.     | SPD      |                                                                                    |

## Bremer Nationalversammlung 1919/1920
In die Bremer Nationalversammlung, verfassunggebende Versammlung für das Land Bremen gemäß Wahlen vom 10. Februar 1919, wurden 200 Abgeordnete, die 20 Jahre alt seien mussten, in den vier Wahlkreisen Stadt (166 Abg.), Land (17 Abg.), Vegesack (3 Abg.) und Bremerhaven (14 Abg.). Zum ersten Mal konnten für Bremen Frauen ihr Wahlrecht ausüben. Es wurden 18 Frauen gewählt. 15 Abgeordnete kamen aus Bremerhaven (mit Bh gekennzeichnet).

### Mitglieder nach Parteien geordnet
Liste (Auswahl):
- MSPD: 67 Mandate (32,7 %) mit u. a. Rita Bardenheuer, Karl Behle, zugleich Senator, Wilhelm Blase, Christian Blome, Ludwig Christians, Karl Deichmann zugleich Bürgermeister, Johann Donath zugleich Senator, Heinrich Eckermanns (Bh), Gottlob Fauth, Erna Frank, Anton Geiger (Bh), Albert Götze, Hanna Harder, Bernhard Heinzler, Georg Hoskamp (Bh), Max Jahn, Elisabeth Jensen (Bh), Hermann Junge, Alterspräsident, Clara Jungmittag, Wilhelm Kleemann (Bh), Friedrich Klenke, Vizepräsident, Johann Kruse, Hans Ernst Christian Lüdeking, Hermann Mähr, Hermann Mester, Friedrich Peine ab 1920 Reichstagsabgeordneter, Hermann Rhein, Bernhard Rieke, Bernhard Roßmann zugleich Senator, Wilhelm Schelter, Wilhelm Schindelhauer, Ludwig Schlüter zugleich Senator, Wilhelm Schröder, August Stampe (Bh) zugleich Senator, Friedrich Stöxen zugleich Senator, Heinrich Tiedermann, Ludwig Waigand, Carl Winkelmann zugleich Senator, Johann Wellmann zugleich Senator

- USPD: 38 Mandate (19,2 %) mit u. a. Hermann Ahsendorf, Friedrich Amelung, Erich Caspar, Alfred Faust, Burchard Fritsch, August Hagedorn, Alfred Henke, Alwin Kerrl, Jürgen Kühl, Rudolph Künkler, Johann Ludewig, Bernard Meyer, Karl Rogge (Bh), Hinrich Schmalfeldt (Bh), Wilhelm Schmidt (Politiker, 1883), Hermann Schulze, Emil Sommer, Emil Spindler, Anna Stiegler

- KPD: 15 Mandate (7,7 %) mit u. a. Hermann Böse, Clemens Cunis, Oskar Eichentopf, Elise Kesselbeck, Johann Knief († 1919); Josef Miller. Am 22. August 1919 traten alle Kommunisten aus der Nationalversammlung aus.

- DDP: 39 Mandate (19,9 %) mit u. a. Karl Adam (Bh), Minna Bahnson, Waldemar Becké (Bh), Wilhelm Böhmert, Johannes Cordes (Bh), Ernst Degenhardt, Richard Dunkel, Präsident der Bürgerschaft, Agnes Heineken, Hinrich Hormann, Eduard Gerberding (Bh), Carl Karrenberg, Georg Kunoth, Sigmund Meyer, Henny Möhring (Bh), Theodor Spitta, Hermann Wenhold, Meta Sattler, Carl Stichnath, Hermann Tjaden, Bernhard Wilckens

- DVP und DNVP als Liste Deutsche Volkspartei und  Deutschnationale Volkspartei: 27 Mandate (13,4 %) mit u. a. Hermann Apelt, Heinrich Bömers, Wilhelm Buchholz (Bh), Carl Dietz, Johann Depken, Alfred Gildemeister, Carl Gruner zugleich Senator, Carsten Karkmeyer, Georg Madrian (Bh), Mathilde Plate, Verena Rodewald, Adolf Vinnen

- CVP (Christliche Volkspartei): 3 Mandate
- Liste Gewerbetreibende: 9 Mandate
- Liste Angestellte: 2 Mandate

## Bürgerschaft von 1920 bis 1933
Am 18. Mai 1920 trat eine parlamentarische Verfassung in Kraft, die bis 1933 galt. Wählbar waren alle Frauen und Männern über 20 Lebensjahre in unmittelbarer, direkter, gleicher und geheimer Wahl. Es fanden 1920, 1921, 1923, 1924, 1927 und 1930 Wahlen statt. Die Wahlbeteiligung schwankte zwischen 77,8 bis 84,5 %. Die Abgeordneten erhielten nur Aufwandsentschädigungen.

### Wahlergebnisse
Stimmenanteile der Parteien in Prozent
| Wahltag      | Wbt. | SPD  | DDP1 | USPD | DVP2 | KPD  | DNVP3  | WV    | NSDAP4 | HB  | DZP |
| ------------ | ---- | ---- | ---- | ---- | ---- | ---- | ------ | ----- | ------ | --- | --- |
| 509.03.19195 | 78,2 | 32,7 | 19,9 | 19,3 | 12,9 | 07,7 | DVP    |       |        |     | 1,7 |
| 06.06.1920   | 83,7 | 18,2 | 13,9 | 30,7 | 21,7 | 04,4 | 005,44 | 05,37 |        |     |     |
| 20.02.1921   | 83,4 | 22,2 | 16,7 | 19,6 | 25,2 | 06,2 | 05,3   | 4,9   |        |     |     |
| 18.11.1923   | 79,4 | 29,1 | 12,7 |      | 22,4 | 16,0 | 09,2   | 4,5   | 06,2   |     |     |
| 07.12.1924   | 80,1 | 36,2 | 11,8 |      | 20,2 | 08,8 | 09,0   |       | 04,1   | 6,9 | 2,0 |
| 13.11.1927   | 83,4 | 40,3 | 10,1 |      | 28,8 | 09,6 | DVP    |       | DVP    | 7,7 | 2,0 |
| 30.11.1930   | 77,8 | 31,0 | 04,1 |      | 12,5 | 10,7 | 05,7   |       | 25,4   | 4,3 | 2,1 |
| 05.03.1933   | 89,2 | 30,3 | 01,0 |      | 05,4 | 13,2 | 14,5   |       | 32,7   |     | 2,3 |

Sitzverteilung
| Jahr | Gesamt | SPD | DDP | U SPD | DVP | KPD | BS Vgg | DZP | GuHV | REDI | FVkB | DNVP | WV | NS DAP | HB | Bo Ref | WP | KVP |
| ---- | ------ | --- | --- | ----- | --- | --- | ------ | --- | ---- | ---- | ---- | ---- | -- | ------ | -- | ------ | -- | --- |
| 1919 | 200    | 67  | 39  | 38    | 27  | 15  | 7      | 3   | 2    | 1    | 1    |      |    |        |    |        |    |     |
| 1920 | 120    | 22  | 17  | 37    | 27  | 5   |        |     |      |      |      | 6    | 6  |        |    |        |    |     |
| 1921 | 120    | 28  | 20  | 23    | 32  | 6   |        |     |      |      |      | 6    | 5  |        |    |        |    |     |
| 1923 | 120    | 36  | 15  |       | 29  | 18  |        |     |      |      |      | 10   | 5  | 7      |    |        |    |     |
| 1924 | 120    | 46  | 14  |       | 26  | 9   |        | 2   |      |      |      | 10   |    | 4      | 8  | 1      |    |     |
| 1927 | 120    | 50  | 12  |       | 36  | 10  |        | 2   |      |      |      | DVP  |    | DVP    | 9  | 1      |    |     |
| 1930 | 120    | 40  | 5   |       | 15  | 12  |        | 2   |      |      |      | 6    |    | 32     | 5  |        | 2  | 1   |
| 1933 | 96     | 32  |     |       | 6   | 12  |        | 1   |      |      |      | 13   |    | 32     |    |        |    |     |

Fußnoten
1 DDP: 1919 bis 1930: DDP, 1933: DStP

2 DVP:
1919: LWV (DVP und DNVP in Bremen): 12,1 %, 25 Sitze, DV/DN/CD in Bremerhaven: 0,9 %, 2 Sitze,
1920: DVP in Bremen: 18,0 %, 21 Sitze, DVP/DNVP in Bremerhaven: 1,7 %, 2 Sitze, DVP/DNVP im Landgebiet: 1,3 %, 2 Sitze, DVP/DNVP/DDGH in Vegesack: 0,8 %, 2 Sitze,
1921: DVP in Bremen: 20,9 %, 25 Sitze, DVP/DNVP/Z in Bremerhaven: 2,2 %, 3 Sitze, DVP/DNVP im Landgebiet: 1,3 %, 2 Sitze, DDGH in Vegesack: 0,8 %, 2 Sitze,
1923: DVP in Bremen: 18,6 %, 22 Sitze, DVP/DNVP in Bremerhaven: 1,8 %, 3 Sitze, DVP/DNVP im Landgebiet: 1,2 %, 2 Sitze, DDGH in Vegesack: 0,7 %, 2 Sitze,
1924: DVP in Bremen: 15,7 %, 19 Sitze, DVP/DNVP in Bremerhaven: 2,8 %, 4 Sitze, LWV im Landgebiet: 1,0 %, 1 Sitz, BüVV in Vegesack: 0,6 %, 1 Sitz,
1927: EL (DVP, DNVP, NSFB, WVg), 1930 und 1933: DVP

3 DNVP: 1920 bis 1924 und 1930: DNVP, 1933: KFSWR (DNVP, LB, Sth)

4 NSDAP: 1923: DVFP, 1924: NSFB, 1930 und 1933: NSDAP

5 1919: zusätzlich: BSVgg: 3,9 %

### Anzahl der Mitglieder nach Parteien geordnet
Von 1920 bis 1930 zählte die Bürgerschaft 120 Abgeordnete (MdBB), 1933 waren es 96:
- 1920: USPD 37, DVP 25, SPD 22, DDP 18, DNVP 7, Wirtschaftliche Verbände (WV) 6, KPD 5
- 1921: DVP 30, SPD 28, USPD 23, DDP 21, DNVP 7, KPD 6, WV 5
- 1923: SPD 36, DVP 26, KPD 18,  DDP 16, DNVP 12, Liste Deutschvölkische Freiheitspartei und NSDAP 7, WV 5
- 1924: SPD 46, DVP 19, DDP 14, DNVP 10, KPD 9, Hausbesitzer 8, Nationalsozialistische Freiheitsbewegung 4, DVP und DNVP Bremerhaven 4, Deutsche Zentrumspartei 2, Bodenreformer 1, Landeswahlverband Bremen-Landgebiet 2, Bürgerliche Vereinigung Vegesack 1
- 1927: SPD 50, Liste DVP-DNVP-National-Sozialistische Freiheitsbewegung, Wirtschaftliche Vereinigung 35, DDP 12, KPD 10, Hausbesitzer 10, Zentrum 2, Heim und Scholle (Bodenreformer) 1
- 1930: SPD 40, NSDAP 32, DVP 15, KPD 12, DNVP 6, Hausbesitzer 5, Staatspartei (Ex-DDP) 5, Zentrum 2, Reichspartei (Wirtschaftspartei) (Ex-WV) 2, Konservative Volkspartei (KVP) 1
- 1933 (96 Abg.): SPD 32, NSDAP 32, Kampffront Schwarz-Weiß-Rot (Ex-DNVP) 13, KPD 12, DVP 6, Zentrum 1 (Neubildung der Bürgerschaft nach dem Ergebnis der Reichstagswahl vom 5. März 1933)

### Mitglieder nach Parteien geordnet
Die Liste (Auswahl) ist noch unvollständig; die 26 Abgeordneten aus Bremerhaven sind mit (Bh) gekennzeichnet:
Linksparteien
- KPD: Rudolf Martin Argus 1921–1927; Gesine Becker 1920–1930; Richard Boelke 1920–1924; Hans Brodmerkel 1923–1925 ?; Adolf Dannat 1920/21; Wilhelm Deisen 1922–1924 und 1927–1929; Adolf Ehlers 1923–1927; Oskar Eichentopf, 1939–1933; Luise Eildermann, 1930/31; Johannes Firl (Bh) 1923/24; Elise Kesselbeck 1920–1923; Wilhelm Knigge nur 1933; Albert Krohn 1931–1933, Fraktionsvorsitzender; Josef Miller 1920–1923, bis 1921 Fraktionsvorsitzender, ab 1928 Reichstagsabgeordneter; Hermann Osterloh 1922–1928; Käthe Popall (als Käthe Lübeck) 1930–1931; Hermann Prüser 1928–1933; Walter Werner (KPD) (Bh) 1930–1933; Karl Trieschmann (Bh) 1933.

- USPD: Friedrich Amelung 1920–1922; Erich Caspar 1920–1921; Alfred Faust 1920–1922; Burchard Fritsch 1920–1922; Albert Götze 1920–1922; Alwin Kerrl 1920–1922; Jürgen Kühl 1920–1922; Rudolph Künkler 1920–1921, Fraktionsvorsitzender; Johann Ludewig 1920–1922; Bernard Meyer 1920–1922; Charlotte Niehaus 1920–1922; Carl Rogge (Bh) 1920/21; Hinrich Schmalfeldt (Bh) 1920–1822; Wilhelm Schmidt (Politiker, 1883) 1920–1922; Hermann Schulze 1920–1922; Franz Starker 1920–1922; Anna Stiegler 1920–1922; Emil Theil 1921–1922, Fraktionsvorsitzender;  Dierk Töbelmann nur 1920; Otto Zießler 1920/21

- SAP: Georg Waldeck 1932/1933[5]

- SPD: August Ahrens 1922–1927, ab 1939 in Hamburg; Friedrich Amelung 1922/23; Rita Bardenheuer 1920–1922; Hermine Berthold 1930–1933; Wilhelm Blase 1921–1930; Josef Böhm 1923–1930; Heinrich Brandt (Bh) 1933; Erich Caspar 1924–1933; Karl Deichmann 1920–1928, dann Senator bis 1931; August Deppe 1927–1933; Johann Donath 1920–1930; Oskar Drees 1928–1933; Heinrich Eckermanns (Bh) 1920–1933, 1924–1933, Bremerhaven; Karl Engelhardt 1924–1930; Max Ethe 1924–1933; Alfred Faust 1922–1933; Gottlob Fauth 1920–1924; Emil Felden 1921–1922, dann Reichstagsabgeordneter; Erna Frank 1920–1921; Burchard Fritsch 1922–1933; Bruno Gerstmayr (Bh) 1933; Johann Glade 1923–1930; Albert Götze 1922–1933; Hans Hackmack nur 1933; August Hagedorn 1922–1933; Hanna Harder 1920–1933; Joachim Harms 1921–1923, 1924–1930; Heinrich Hartmann 1923–1933; Arthur Haupt 1928–1933; Bernhard Heinzler 1920–1927; Friedrich Henke 1924–1933; Gerhard van Heukelum (Bh) 1928–1933, Max Jahn 1924–1933, März 1933 Präsident der Bürgerschaft; Elisabeth Jensen (Bh) 1920–1924 †; Clara Jungmittag 1920–1933; Wilhelm Kaisen 1920–1928, dann Senator; Alwin Kerrl 1922–1924; Ludwig Klatte 1933; Wilhelm Kleemann (Bh) 1922–1928, dann Senator; Friedrich Klenke 1920–1933, Vizepräsident; Jürgen Kühl 1922/23, 1924–1930; Hans Ernst Christian Lüdeking 1920–1930, Vizepräsident; Johann Ludewig 1922–1933; Helene Magarin  (Bh) 1924–1933; Hermann Mester 1920–1933; Bernard Meyer 1922–1933; Heinz Meyer 1933; Charlotte Niehaus 1922–1933; Franz Noch 1927–1933; Hermann Osterloh 1930–1932; Johann Osterloh 1923–1931, 1931 Präsident der Bürgerschaft; Christian Paulmann 1930–1933; Hermann Rhein 1920–1928; Bernhard Rieke 1921–1923, 1925–1927; Bernhard Roßmann 1920–1930; Wilhelm Schelter 1920–1927; Wilhelm Schindelhauer 1920–1927; Ludwig Schlüter 1920–1930; Hinrich Schmalfeldt (Bh) 1922–1930; Wilhelm Schmidt (Politiker, 1883) 1922–1933; Willy Schramm 1930–1933; Hermann Schulze 1922–1933; Oskar Schulze 1927–1933; Oskar Schwarz 1924–1930; Emil Spindler 1923–1933; Franz Starker 1922–1923, 1927–1933; Anna Stiegler 1922–1933; Emil Theil 1922–1933, Fraktionsvorsitzender; Ludwig Waigand 1920–1923†, ab 1920 auch Reichstagsabgeordneter; Johann Wellmann 1920–1923; Otto Zießler 1927–1930

Liberale Parteien
- DDP: Carl Adam (Bh) 1920–1924; Johann Diedrich Allerheiligen 1920–1925, dann Senator; Minna Bahnson 1920–1933; Waldemar Becké (Bh) 1920–1933; Wilhelm Böhmert 1920–1930; Ernst Degenhardt 1920–1921; Richard Dunkel 1920–1930, Präsident der Bürgerschaft; Agnes Heineken 1920–1921 und 1923–1930; Theophil Kaufmann 1925–1927; Georg Kunoth 1920–1924; Sigmund Meyer nur 1920 dann bis 1928 Senator; Guste Schepp 1930–1933; Gottfried Schurig 1920–1924 und 1928–1930, Theodor Spitta nur 1920, dann Senator; Hermann Tjaden 1920–?; Hermann Wenhold 1930–1933, Fraktionsvorsitzender

- DVP (auch Volkspartei): Hermann Apelt nur 1920 dann Senator; Philipp Behrens 1924–1926; Diedrich Bockhoop (Bh) 1924–1933; Emil Boy-Ed (Bh) 1923/24; Carl Dietz 1920–1933, Fraktionsvorsitzender; Constantin Frick 1931–1933; Alfred Gildemeister 1920–1927; Ernst Hintzmann 1920–1928, danach Reichstagsabgeordneter; Carsten Karkmeyer 1920–1933; Elisabeth Lürssen 1920–1927 und 1930–1933; Georg Madrian (Bh) 1920–1923; Bernhard Noltenius 1920–1923 und 1933; Adolf Oppermann (Bh) 1920–1930; Verena Rodewald 1920–1933; Anton Schumacher (Bh), 1921–1930; Albert von Spreckelsen nur 1920, dann Senator; Carl Detmar Stahlknecht 1920–1925, 1930–1933, 1925–1928 Senator; Otto Steengrafe 1920–1927; Arthur Ulrich 1920–1933;  Heinrich Wolf (Bh) 1924–1933; Carl Wuppesahl 1927–1933
- Bremer Arbeitsgemeinschaft: Elisabeth Lürssen 1927–1930, Otto Steengrafe 1927–1930

Rechtsparteien
- KVP: 1930 ein Mandat: ?
- Nationale Einheitsliste: Gerjet Poppinga (Bh) 1930–1933
- Kampffront Schwarz-Weiß-Rot: Gerjet Poppinga 1933.
- DNVP:  Cecilie Brickenstein 1930–1933; Clemens Carl Buff 1920–1927, vorher Bürgermeister; Otto Flohr 1931–1933, danach Senator; Friedrich Carl Marwede 1923/24, nach 1953 CDU-Abg.; Mathilde Plate 1920–1933; Franz Schlunk 1920–1925, danach Senator; Erich Vagts 1928–1933, ab 1931 Fraktionsvorsitzender, nur 1933 Senator, nur 1945 Regierender Bürgermeister
- NSDAP: Emanuel Backhaus 1930–1932, 1931/32, Präsident der Bürgerschaft; Otto Bernhard 1930–1933, 1931 Präsident der Bürgerschaft, 1932/33 Fraktionsvorsitzender; Georg Block (Bh) 1930–1933; Christian Brandau (Bh) 1933; Hans Haltermann 1930–1933, danach Senator; Julius Lorenzen (Bh) 1933, Oberbürgermeister von Bremerhaven ab 1933; Gustav Retzlaff (Bh) 1930–1933; Walter Vaupel (Bh) 1933.

Parteizugehörigkeit noch unbekannt: Christian Albers 1919–1923, Otto Hillebrecht 1922–1932, Hermann Lange 1928–1930, Johannes Rösing, Kurt Schönfeld (1920–1922 (Kaufmann); wohl über den DHV = Dt. Handlungsgehilfenverein)

### Parteien
- DDP = Deutsche Demokratische Partei, ab 1930 Deutsche Staatspartei
- DNVP = Deutschnationale Volkspartei
- DVP = Deutsche Volkspartei
- KPD = Kommunistische Partei Deutschlands
- KVP = Konservative Volkspartei, Abspaltung der DNVP
- NSDAP = Nationalsozialistische Deutsche Arbeiterpartei
- SAP = Sozialistische Arbeiterpartei Deutschlands (1875) 1875 bis 1890
- SPD = Sozialdemokratische Partei Deutschlands  ab 1890
  - MSPD = Mehrheitssozialdemokratische Partei Deutschlands, die SPD wurde von 1917 bis 1922 auch so genannt
- USPD = Unabhängige Sozialdemokratische Partei Deutschlands von 1916 bis 1922